# Dorp (Groningen)
 Dorp is een gehucht in de gemeente Westerkwartier in de provincie Groningen. Het ligt aan de zuidkant van het van Starkenborghkanaal, tussen Stroobos en Lutjegast. Het wordt ook wel aangeduid als 't Dorp.
Bij het gehucht lag een brug over het Hoendiep. Nadat het Hoendiep hier verbreed was, in de jaren dertig van de twintigste eeuw, en het Van Starkenborghkanaal werd, is de brug verdwenen.